# Stemma di Bari
Lo stemma della Città di Bari è costituito da uno scudo sannitico diviso verticalmente in due metà, con la parte sinistra (destra araldica) di color argento e quello destra di color rosso, lo scudo è timbrato da una corona da città. Sono presenti sullo stemma un ramo di alloro e uno di quercia.

## Blasonatura
La blasonatura araldica dello stemma è la seguente:
Il gonfalone, riconosciuto (insieme con lo stemma) con decreto del capo del governo dell'8 gennaio 1935, consiste anch'esso di un drappo partito di rosso e di bianco riportante lo stemma cittadino insieme con l'iscrizione «Città di Bari»; gli stessi colori sono presenti sulla bandiera cittadina.

## Storia
Sull'origine dello stemma barese non ci sono prove certe; lo storico seicentesco Antonio Beatillo, proponendone un'origine semi-leggendaria lo faceva addirittura risalire all'occupazione saracena della città (847–871):
In realtà il Beatillo non porta nessuna fonte della propria affermazione, inoltre non si può parlare di armi araldiche prima XI secolo. Sulla base delle somiglianze tra lo stemma della città e quello di altre importanti città vicine, quali Barletta ed Altamura che usano gli stessi colori, se ne può proporre una datazione risalente al XII secolo sotto la dinastia degli Hohenstaufen; questa analisi è confortata anche dai colori e dalla geometria dell'arma, infatti il rosso era il colore imperiale per eccellenza mentre la partizione verticale era segno di ghibellinismo. Un'altra ipotesi è che il blasone sia in relazione con le crociate, bianco e rosso erano infatti colori spesso portati dai guerrieri che vi prendevano parte e durante esse Bari fu uno dei principali porti per l'imbarco verso la Terra santa e il punto da cui parti l'armata al comando di Boemondo d'Altavilla. Un cimiero, abolito nel XIX secolo, ha rappresentato sullo stemma il santo patrono della città, San Nicola. Un altro simbolo associato alla città fu il nummo barino, o  barione, riportante la prora con l'amorino saettante e il delfino. È invece poco probabile che lo stemma intenda rappresentare il legame che la città ha avuto in passato con la monarchia polacca, in particolar modo tramite Bona Sforza, essendo lo stesso antecedente a questi avvenimenti.

## Emblemi collegati

Sigillo dell'università di Bari

Lo stemma civico è presente anche sul sigillo dell'università di Bari e nello stemma del 9º Reggimento fanteria "Bari". I colori cittadini, bianco e rosso, sono anche quelli sociali del Bari, principale compagine calcistica cittadina.

## Curiosità
In occasione del derby Bari-Foggia disputato allo Stadio San Nicola il 26 novembre 2017, i tifosi organizzati del Bari hanno organizzato una maestosa coreografia coinvolgendo l'intera Curva Nord dello stadio: nella parte superiore vi è presente la corona turrita accompagnata lateralmente dai colori della città (bianco e rosso) e dai rami d'alloro e quercia che scendono nella parte inferiore dove vi è il panorama urbano di alcuni edifici e strutture simboli della città (da sinistra: lo stadio San Nicola, la basilica di San Nicola, il faro, il teatro Petruzzelli, il lungomare, il teatro Margherita, la cattedrale di San Sabino, il palazzo Fizzarotti e il castello normanno-svevo).